# Thomas Brothers Biplane
Thomas Brothers Biplane − pierwszy samolot zaprojektowany  i zbudowany przez Williama T. Thomasa na przełomie 1909 i 1910.

## Tło historyczne
W 1908 William T. Thomas ukończył Central Technical College w South Kensington i nie znajdując odpowiedniej pracy w Wielkiej Brytanii wyemigrował do Stanów Zjednoczonych. Przybywszy do Nowego Jorku rozpoczął pracę jako rysownik techniczny w Herring-Curtiss Company pracując między innymi nad projektami samolotów Golden Flyer i Red Devil.
W 1909 Thomas opuścił Herring-Curtiss Company z zamiarem założenia własnej firmy lotniczej. W Hammondsport wynajął dużą stodołę, gdzie z pomocą mechanika motocyklowego Berta Chambersa rozpoczął budować swój pierwszy samolot w listopadzie 1909.

## Opis konstrukcji
Biplane był dwumiejscowym, dwupłatowym samolotem z silnikiem pchających. Jako napęd służył 22-konny samochodowy silnik Kirkham. W pierwszej wersji samolotu napędzał on śmigło za pomocą przekładni łańcuchowej (przekładnia 1½:1), w późniejszej wersji samolotu użyto napędu bezpośredniego.
Samolot miał nietypowe, czterokołowe podwozie podczepione pod centralną część dolnego skrzydła. Pilot i pasażer siedzieli obok siebie na środkowej części krawędzi natarcia dolnego skrzydła.
Początkowo samolot nie miał tradycyjnych lotek, do sterowania przechyleniem samolotu służyły dwie, duże płaszczyzny sterowe umieszczone pomiędzy skrzydłami samolotu. Kwestia autorstwa lotek i patentu na nie była wówczas sporna i ostatecznie nigdy nie została rozstrzygnięta, niemniej Thomas najprawdopodobniej nie mógłby sprzedać samolotu z lotkami i zmuszony był szukać innego rozwiązania. W późniejszy czasie skrzydła samolotu zostały przebudowane i umieszczono na nich lotki.
Rozpiętość skrzydeł samolotu wynosiła 8,2 m, jego długość 7,6 m, pusty samolot ważył około 300 kg. Z dwiema osobami na pokładzie mógł się utrzymywać w powietrzu do 20 minut.

## Historia

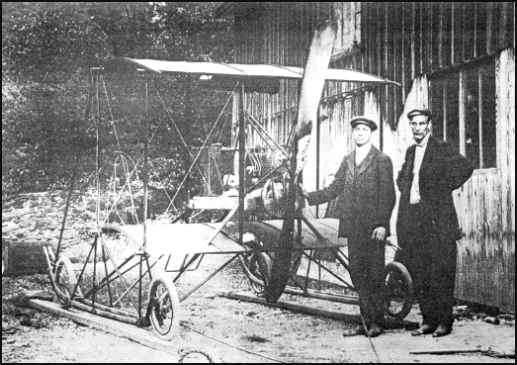
William T. Thomas (po lewej stronie) w 1909

Pierwszy lot samolotu odbył się 25 czerwca 1910, za jego sterami zasiadł Bert Chambers. Później samolotem także latał William Thomas. Po przeniesieniu firmy do Bath w okresie zimowym samolot czasami używał zamarzniętej powierzchni Salubria Lake jako pasa startowego.